# Siebanalyse
Die Siebanalyse (selten auch Analysensiebung) ist ein Verfahren der Partikelmesstechnik zur Ermittlung der Korngrößenverteilung von Schüttgütern. Sie ist ein wichtiges Verfahren bei der Qualitätssicherung und wird in der Deutschen Norm DIN 66165 beschrieben. Die Norm besteht aus zwei Teilen; DIN 66165-1 definiert die Grundlagen, DIN 66165-2 die Durchführung der Siebanalyse.
Das gebräuchlichste Verfahren der Siebanalyse ist die Trockensiebung mit einem Siebturm, der auf einer Siebmaschine befestigt wird. Für schwierige Siebgüter, die zur Agglomeration neigen, und feineres Siebgut werden auch die Nasssiebung und Luftstrahlsiebung angewandt.
Bei der Siebung mit einem Siebturm werden mehrere Prüfsiebe (selten auch Analysensiebe genannt) übereinander angeordnet und auf eine Siebmaschine gespannt. Die Prüfsiebe bestehen jeweils aus einem Siebboden und dem Siebrahmen. Die Maschenweiten der einzelnen Prüfsiebe sind von oben nach unten absteigend. Bei der Durchführung der Siebanalyse wird die zu analysierende Probe auf dem gröbsten Prüfsieb aufgegeben und für eine vorgegebene Zeit einer definierten Bewegung ausgesetzt – wie diese genau aussieht, ist vom gewählten Siebverfahren abhängig. Durch das Auswiegen der Rückstände auf den einzelnen Prüfsieben wird anschließend die Korngrößenverteilung der Probe ermittelt.
Die Siebung ermöglicht es, Partikelmischungen mit Größen im Bereich von 20 µm bis zu mehreren Zentimetern zu charakterisieren. Um möglichst viele Anwendungsbereiche abzudecken, wurden im Laufe der Zeit unterschiedliche Siebverfahren entwickelt.

## Siebverfahren
Siebungen können mittels unterschiedlicher Techniken durchgeführt werden, die sich größtenteils in der Bewegung unterscheiden, die auf das Siebgut übertragen wird.

### Trockensiebung
Die Trockensiebung ist eine maschinelle Art der Siebanalyse, dabei wird die Materialprobe zur Vorbereitung im Trockenofen bei einer Temperatur von 105 °C getrocknet. Nach der Abkühlung wird die Probe gewogen und anschließend in das Siebsystem eingebracht. Das Siebsystem hat von oben nach unten kleiner werdende Maschenweiten.
Sind keine kleineren Anteile als 0,063 mm vorhanden, so kann die Probe mit einer Trockensiebung untersucht werden. Andernfalls sind die Feinteile unter 0,063 mm zuerst nass abzutrennen. Beim Siebvorgang bleibt in jedem Sieb jener Anteil liegen, der durch das obere Sieb durchgegangen ist, jedoch durch das betrachtete Sieb nicht mehr durchgekommen ist. Die einzelnen Anteile werden nun gewogen und in Form einer Kornverteilung prozentual dargestellt (tabellarisch und/oder grafisch als Kornverteilungskurve/Siebline).

### Wurfsiebung
Die Wurfsiebung ist eine maschinelle Art der Siebanalyse, bei der das Siebgut einer Wurfbewegung ausgesetzt ist. Hierbei überlagern sich vertikale Wurfbewegungen mit leichten Drehbewegungen. Dies führt dazu, dass sich das Probengut über die gesamte Fläche des Siebbodens verteilt und die Partikel gleichzeitig eine Beschleunigung in vertikale Richtung erfahren (hochgeworfen werden). In der Luft können sie freie Drehungen durchführen und werden beim Zurückfallen auf das Sieb mit den Maschen des Siebgewebes verglichen. Sind die Partikel kleiner als diese, so passieren sie das Sieb, sind sie größer, werden sie erneut hochgeworfen. Die Drehbewegung stellt dabei sicher, dass sie beim nächsten Auftreffen auf dem Siebgewebe eine andere Orientierung haben und so vielleicht doch durch eine Maschenöffnung gelangen.
Moderne Siebmaschinen arbeiten mit einem elektromagnetischen Antrieb, bei dem ein Feder-Masse-System in Bewegung gesetzt wird und die resultierenden Schwingungen an den Siebturm überträgt. Schwingungsweite (Amplitude) und Siebzeit sollten digital einstellbar sein und durch eine integrierte Regeleinheit ständig kontrolliert werden – nur so sind Siebergebnisse reproduzierbar und präzise (wichtige Voraussetzungen für eine aussagekräftige Analyse). Die flexible Einstellung der Parameter wie Amplitude und Siebzeit erlaubt es, den Grad der Aussiebung für jede Probe individuell zu optimieren.

### Plansiebung
Bei dieser Art der Siebung vollzieht der Siebturm eine horizontal kreisende Bewegung in einer Ebene. Hierdurch behalten die Partikel auf dem Siebgewebe größtenteils ihre Orientierung bei. Plansiebmaschinen werden vorzugsweise für nadel-, plättchenförmige, längliche oder faserige Siebgüter (º erheblich von einer sphärischen Geometrie abweichend) eingesetzt, bei denen ein Hochwerfen des Probengutes nicht zwingend von Vorteil ist. Da sich bei diesem Verfahren Analysensiebe mit einem großen Durchmesser von bis zu 400 mm einsetzen lassen, eignet es sich auch für große Aufgabemengen wie sie z. B. bei der Kornanalyse von Bau- und Zuschlagstoffen vorkommen.

### Klopfsiebung

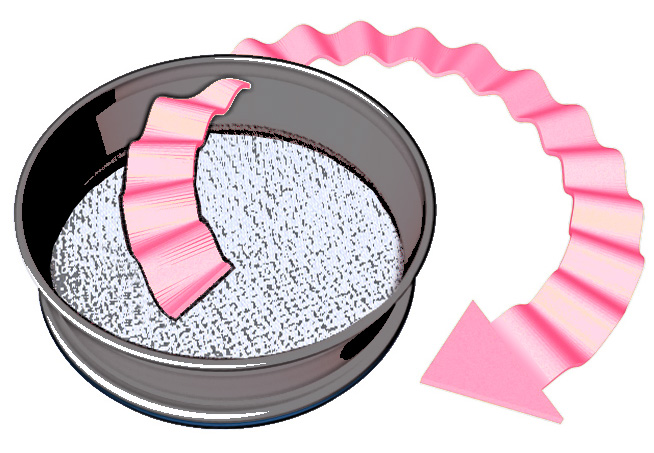
Klopfsiebung

Hierbei wird eine horizontal kreisende mit einer vertikalen Bewegung überlagert, die durch einen Klopfimpuls ausgelöst wird. Diese für die Handsiebung charakteristischen Bewegungsvorgänge erreichen für schwerere Partikel (z. B. Schleifmittel) eine höhere Aussiebung als sie bei der Siebung mit Wurfsiebmaschinen erreicht werden kann.

### Nasssiebung
Siebanalysen werden zum Großteil trocken durchgeführt. Daneben gibt es jedoch Anwendungen, die eine Nasssiebung unumgänglich machen. Dies ist z. B. der Fall, wenn es sich bei dem zu prüfenden Material um eine Suspension handelt, die nicht getrocknet werden darf; oder wenn es sich um ein sehr feines, zu Agglomerationen neigendes Pulver handelt (meist kleiner 45 µm) – bei einer Trockensiebung würde dies zu einem Verstopfen der Siebmaschen führen und eine weitere Siebung unmöglich machen.
Bei einer Nasssiebung wird der Siebturm genau wie bei einer Trockensiebung auf die Siebmaschine gespannt. Das Probengut wird als Suspension auf das oberste Sieb gegeben und darüber wird eine Wasser-Sprühdüse platziert, die den Siebprozess zusätzlich zu der Siebbewegung unterstützt. Die Spülung erfolgt so lange, bis die durch den Siebboden (unterstes Element des Siebturmes) abgeführte Flüssigkeit klar ist, und keine Trübung mehr durch ausgespülte Feststoffteilchen aufweist. Die Probenrückstände müssen auf den Sieben getrocknet und danach gewogen werden.
Wichtig bei einer Nasssiebung ist, dass das Wasser das Siebgut in seinem Volumen nicht verändern darf (kein Quellen, Auflösen oder Reagieren mit der Flüssigkeit).

### Luftstrahlsiebung
Luftstrahlsiebmaschinen werden häufig zur Siebung feiner Pulver eingesetzt, da Partikel kleiner 100 µm verstärkt zur Agglomeration neigen und häufig die Siebmaschen nicht passieren. Durch ihr Arbeitsprinzip bieten diese Geräte die höchste Effektivität bei derartigen Materialien. Der Grund für diese Effektivität beruht auf zwei Komponenten: Einer im Siebraum rotierenden und mit der Umgebungsluft verbundenen Schlitzdüse und einem an den Siebraum angeschlossenen Industriestaubsauger mit hoher Saugleistung. Wird der Staubsauger angeschaltet, erzeugt er ein Vakuum innerhalb des Siebraumes. Der daraus resultierende Sog lässt Umgebungsluft durch die Schlitzdüse nachströmen. Der äußerst enge Spalt der Schlitzdüse sorgt dafür, dass die nachgelieferten Luftmassen beschleunigt werden und mit hoher Geschwindigkeit von unten gegen das Siebgewebe strömen. Die auf dem Siebgewebe liegenden Partikel werden durch den Luftstrahl für kurze Zeit dispergiert, bevor der Sog des Staubsaugers sie erfasst und durch die Siebmaschen nach unten zieht.

### Handsiebung
Die Handsiebung ist das älteste Verfahren, um eine Siebanalyse durchzuführen. Das Vorgehen hierbei ist durch eine VDI-Richtlinie beschrieben. Allerdings ist festzustellen, dass die Handsiebung lediglich eine sehr untergeordnete Rolle bei den angewandten Siebverfahren spielt, da sowohl Reproduzierbarkeit als auch Genauigkeit der Ergebnisse sehr schlecht sind. Meist wird sie dazu genutzt, sich einen ersten groben Überblick über die Korngrößenverteilung von Schüttgütern zu verschaffen.

### Alternative Verfahren
Begünstigt durch die fortschreitende Entwicklung auf dem Gebiet der Computertechnologie wurden seit Beginn der 1980er Jahre diverse alternative Verfahren zur Partikelgrößenanalyse entwickelt. Dazu zählen die Laserbeugungs-Partikelgrößenanalyse (ISO 13320) sowie die statische (ISO 13322-1) und die dynamische Bildverarbeitung (ISO 13322-2). Der deutlich geringere Zeitaufwand sowie der oftmals größere Informationsumfang (Partikelform) und die berührungslose Vermessung der Partikel haben dazu geführt, dass die Siebanalyse im Vergleich zu den Jahren vor 1980 in ihrer Bedeutung seitdem etwas zurückgedrängt wurde.